# IC 3013
IC 3013 је спирална галаксија у сазвјежђу Дјевица која се налази на листи објеката дубоког неба у Индекс каталогу.
Деклинација објекта је + 10° 1' 0" а ректасцензија 12h 8m 25,6s. Привидна величина (магнитуда) објекта IC 3013 износи 14,3 а фотографска магнитуда 15,1. IC 3013 је још познат и под ознакама MCG 2-31-37, CGCG 69-60, PGC 38547.